# Виа Регия
Виа Регия или Царски път (на латински: Via Regia) е древен търговски път, който започвал от Египет, минавал по източния бряг на Йордан, през Дамаск и свършвал в Персия.
Пътят започвал в Египет от Хелиополис и завършвал в Ресафа (около Ар-Рака в Северна Сирия) на Ефрат.
Виа Регия (Царският път) се споменава в Стария завет от Мойсей..
При император Траян пътят е поправен и се нарича Via Traiana Nova („Нов Траянов път“). Той имал мостове, широки 7 метра, и бил най-важен път в Близкия изток. Пътят е използван от християнските поклоници.